# Ombra mai fu

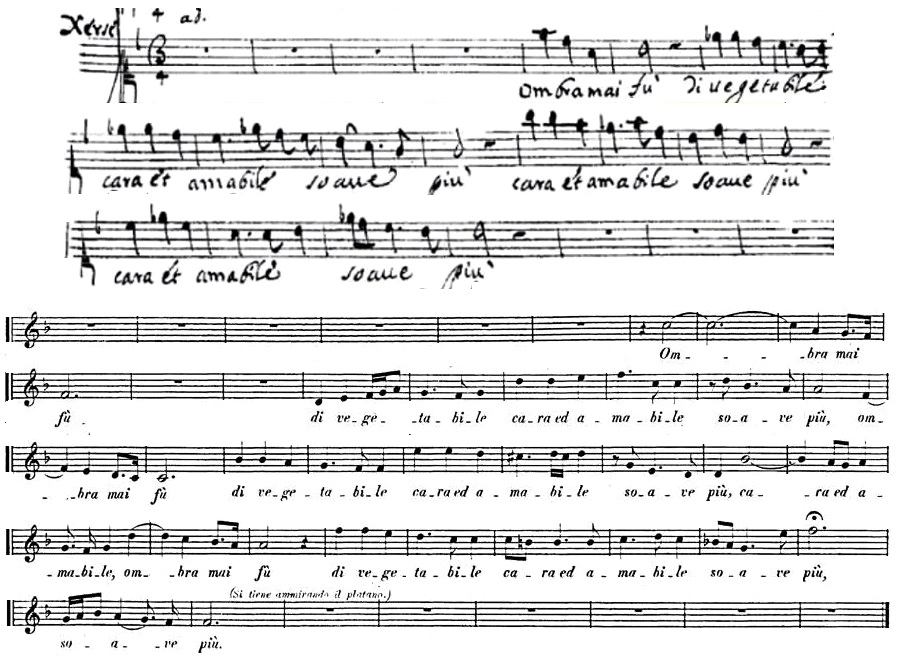
Ombra mai fu, Vokalstimme bei Bononcini und bei Händel

Ombra mai fu (it. „Nie war ein Schatten“), auch Largo aus der Oper Xerxes oder Largo von Händel, ist eine der berühmtesten Melodien von Georg Friedrich Händel. Sie wird als Einzelstück in Konzerten und bei besinnlichen Anlässen in den verschiedensten Arrangements musiziert.
Händel komponierte die Sopran-Arie mit Streicherbegleitung und das vorangestellte Rezitativ Frondi tenere 1738 als Eröffnungsszene seiner Oper Serse, wo sie der Titelheld Xerxes vorträgt. Diesen verkörperte bei der Uraufführung im Londoner Haymarket Theatre der Kastrat Caffarelli. Händel verwendete als Vorlage die Vertonung desselben Textes von Giovanni Bononcini.

## Textgeschichte
Die amouröse Handlung der Xerxes-Oper, deren Text Nicolò Minato (um 1630–1698) verfasste, hat kaum Bezug zum historischen Perserkönig Xerxes I. (reg. 486–465 v. Chr.). Die Anfangsszene unter der Platane jedoch greift eine Notiz des griechischen Geschichtsschreibers Herodot († um 430/420 v. Chr.) auf, der in seiner Xerxesbiografie schreibt:
„Wie er nun aus Phrygien nach Lydien hinüberrückte […], fand Xerxes auf diesem Wege einen Platanusbaum, den er seiner Schönheit wegen mit einem goldenen Schmuck beschenkte und einem unsterblichen Wärter zur Hut übergab, worauf er am andern Tag in der Hauptstadt der Lydier ankam.“
Sechs Jahrhunderte später, bei Claudius Aelianus, ist daraus eine kuriose erotische Verirrung geworden:
„[…] er wurde der Sclave einer Platane, der Verehrer eines Baums. In Lydien nämlich, erzählt man, fand er eine Platane von ungewöhnlicher Größe, und verweilte, ohne alle Veranlassung, einen ganzen Tag bei derselben, so daß ihm die Einöde bei der Platane statt einer Herberge dienen mußte. Außerdem behängte er sie noch mit kostbarem Schmuck, zierte ihre Zweige mit Halsbändern und Armspangen, und ließ einen Wärter bei ihr zurück, der sie, wie eine Geliebte, beschützen und bewachen sollte.“
Noch eindeutiger heißt es in der Vorbemerkung des gedruckten Librettos zu Händels Oper 1738:
„Einige Verrücktheiten und die Unbesonnenheit des Xerxes (so sein tiefes Verliebtsein in eine Platane […]) sind Grundlage der Handlung, der Rest ist Erfindung“.
Der Text stützt diese Deutung nur andeutungsweise. Der Schauplatz ist keine Reisestation mehr, sondern der Palastgarten des Königs. Weder das Schmücken des Baums noch der Wächter werden erwähnt. Xerxes’ Monolog kann schlicht als überschwänglicher Dank für kühlenden Schatten in der Tageshitze verstanden werden. Nur die hochemotionale Musik erzählt, wonach Xerxes sich sehnt und wofür die Platane ein Ersatzobjekt ist.

## Text und Übersetzung
| Originaltext 1738 | Übersetzung |

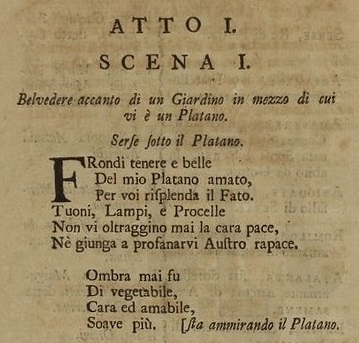
Serse, 1. Akt, 1. Szene: „Xerxes unter der Platane“ (gedrucktes Libretto 1738)

| Belvedere accanto di un Giardino in mezzo di cui vi è un Platano. Serse sotto il Platano. Frondi tenere e belle Del mio Platano amato, Per voi risplenda il Fato. Tuoni, Lampi, e Procelle Non vi oltraggino mai la cara pace, Nè giunga a profanarvi Austro rapace. Ombra mai fu Di vegetabile, Cara ed amabile, Soave più. sta ammirando il Platano. | Aussichtsgalerie neben einem Garten, in dessen Mitte eine Platane steht. Xerxes unter der Platane. Zarte und schöne Blätter meiner geliebten Platane, euch möge das Schicksal leuchten. Donner, Blitze und Unwetter mögen nie den teuren Frieden euch stören noch gelinge es einem gierigen Südwind, euch zu entweihen. Nie war der Schatten eines Gewächses teurer, lieblicher und süßer. schaut bewundernd auf die Platane. |

## Musik
Das Xerxes-Libretto war bereits 1654 von Francesco Cavalli und 1694 von Giovanni Bononcini vertont worden, wofür der Text jeweils überarbeitet wurde. Händel verwendete für seine Fassung große Teile von Bononcinis Musik, entwickelte sie jedoch teilweise tiefgreifend weiter.
Bononcinis Rezitativ Frondi tenere bereicherte Händel vor allem harmonisch, ohne Struktur und Deklamation wesentlich zu verändern. Bononcinis Aria Ombra mai fu dagegen erweiterte er fast auf die doppelte Länge – 52 statt 28 Takte – und gewann dem Motiv im ruhig schreitenden Dreivierteltakt (von ihm mit „larghetto“, nicht „largo“ bezeichnet) durch Streicherzwischenspiel, Neueinsätze in hohen Lagen (der Tonumfang ist eine Undezime), expressive Textwiederholungen und Harmoniewirkungen bis hin zur Fermate in Takt 44 ungeahnte Ausdrucksmöglichkeiten ab. Erst durch Händel wurde aus Bononcinis Aria „etwas Großes“.
Nachdem Händels Serse zunächst ein Misserfolg war, vollzog sich der Aufstieg des „Largo“ im 19. Jahrhundert. Damals durfte es „in keinem Notenschrank eines bürgerlichen Salons, in dem ein Klavier stand, fehlen“.